# Ива деревцевидная
И́ва деревцеви́дная, или И́ва го́рная (лат. Salix arbuscula) — кустарниковое растение, вид рода Ива (Salix) семейства Ивовых (Salicaceae). Распространено в Азии и Европе — Финляндии, Норвегии, Швеции, Великобритании и России.

## Ботаническое описание
Высота ивы деревцевидной 20—120 см. Побеги свисающие, разветвлённые. Листья мелкие, овальной формы, вверху заострённые, блестящие, длина 1,5—6 см, 7—12 пар боковых жилок; сверху тёмно-зелёного цвета, снизу сизоватого или зелёного. Прилистники либо очень плохо развиты (имеются только их рудименты), либо вообще отсутствуют. Максимальная длина прилистников 1 мм, форма яйцевидная. Серёжки расположены на ножке, в основании которой имеется несколько листов. Развиваются в апреле и мае, имеют золотисто-жёлтый цвет. Коробочки достигают в длину 4—7 мм. Нектарник 1, продолговатой формы. Тычинок 2, пурпурно-жёлтые, длина 4 мм, нити короткие и свободные. За год растение вырастает на 30 см.

## Значение и применение
Ива деревцевидная — это зимостойкое растение, растёт в тундре и лесотундре. Хороший медонос. Каждый год требуют обрезки после цветения. Эти растения используют в одиночных или групповых насаждениях, обычно вблизи водоёмов или в цветниках, называемых «альпийской горкой». В коре ивы деревцевидной содержится 8—9 % танниннов.
Один из наиболее ценных летних кормов северного оленя (Rangifer tarandus). Основной корм алтайского марала (Cervus elaphus sibiricus Severtzow) и лося (Alces) осенью и зимой в альпийском и верхнем лесном поясах Алтая. Поедается турами и сернами. На Кавказе сельскохозяйственными животными на пастбищах поедается плохо. Почки — корм для куропаток.

## Классификация
Вид Ива деревцевидная входит в род Ива (Salix) семейство Ивовые (Salicaceae).
|  |                  |  |                     |                          |                  |  | класс Однодольные | класс Однодольные                                    |                                                      |  |  |  | ещё 36 семейств (согласно Системе APG II) | ещё 36 семейств (согласно Системе APG II) |  |  |  |  | ещё около 250 видов | ещё около 250 видов |
|  |                  |  |                     |                          |                  |  | класс Однодольные | класс Однодольные                                    |                                                      |  |  |  | ещё 36 семейств (согласно Системе APG II) | ещё 36 семейств (согласно Системе APG II) |  |  |  |  | ещё около 250 видов | ещё около 250 видов |
|  |                  |  |                     | отдел Цветковые растения |                  |  |                   |                                                      | порядок Мальпигиецветные                             |  |  |  |                                           | род Ива                                   |  |  |  |  |                     |                     |
|  |                  |  |                     | отдел Цветковые растения |                  |  |                   |                                                      | порядок Мальпигиецветные                             |  |  |  |                                           | род Ива                                   |  |  |  |  |                     |                     |
|  | царство Растения |  |                     |                          | класс Двудольные |  |                   |                                                      | семейство Ивовые                                     |  |  |  | вид Ива деревцевидная                     |                                           |  |  |  |  |                     |                     |
|  | царство Растения |  |                     |                          |                  |  |                   |                                                      |                                                      |  |  |  |                                           |                                           |  |  |  |  |                     |                     |
|  |                  |  | ещё около 21 отдела | ещё около 21 отдела      |                  |  |                   | ещё 36 порядков двудольных (согласно Системе APG II) | ещё 36 порядков двудольных (согласно Системе APG II) |  |  |  | ещё 56 родов                              | ещё 56 родов                              |  |  |  |  |                     |                     |
|  |                  |  |                     | ещё около 21 отдела      |                  |  |                   |                                                      | ещё 36 порядков двудольных (согласно Системе APG II) |  |  |  |                                           | ещё 56 родов                              |  |  |  |  |                     |                     |